# Juan Belaïeff
Pour les articles homonymes, voir Beliaïev.
Juan Belaïeff, appelé aussi Ivan Beliaev ou Ivan Beliaïev (en espagnol : Juan Belaïeff, en russe : Иван Тимофеевич Беляев ; né le 19 avril 1875 à Saint-Pétersbourg dans l'Empire russe et mort le 19 janvier 1957 à Asuncion au Paraguay) est un général russe, citoyen d'honneur de la république du Paraguay. Il participe à la Première Guerre mondiale, à la guerre civile russe et à la guerre du Chaco (guerre entre la Bolivie et le Paraguay). Il est devenu chercheur dans le domaine du peuplement, de la langue et de la culture des indiens Chaco, défenseur de leurs droits et promoteur du développement de l'éducation des indiens au Paraguay.

## Biographie

### Enfance
Ivan Belaïeff est né dans la famille de Timofée Belaïeff, commandant héréditaire de la 1re brigade d'artillerie de la garde impériale et de Maria Belaïeva (Elliot).
La sœur de Juan Belaïeff est la deuxième épouse d' Alexandre Lvovitch Blok et la belle-mère du poète symboliste Alexandre Blok. Son demi-frère est un scientifique spécialisé dans la métallurgie Nikolaï Beliaev. Son cousin était le général Mikhaïl Beliaïev, ministre de la Guerre en 1917. Le général Mikhaïl Nikolaïevitch Belaïeff est un autre cousin, qui a participé à la guerre russo-japonaise.

### Éducation
Juan Belaïeff est diplômé de l'école du 2e corps de cadets de Saint-Pétersbourg. Il entre en service à l'armée le 8 septembre 1892. En 1893, il obtient son diplôme de l'école supérieure d'artillerie Mikhaïlovski de Saint-Pétersbourg. Il termine aussi l'école de la garde impériale d'artillerie. Il est alors sous-lieutenant (7 août 1893).

### Service dans l'armée
Il est transféré à la 2e brigade d'artillerie de la garde impériale en 1895. Il est nommé lieutenant le 12 août 1899, capitaine en second le 12 août 1903. En 1906 il retourne à Saint-Pétersbourg, où sa jeune épouse meurt inopinément.
Il est promu capitaine puis lieutenant-colonel en 1907.
En 1913 Belaïeff rédige un règlement militaire de l'artillerie de montagne qui est devenu une contribution importante pour le développement des affaires militaires dans ce domaine en Russie.

### Participation à la Première Guerre mondiale
En 1914, il est colonel et commande la première division d'artillerie du Caucase. En 1915, Belaïeff développe l'idée de créer des bataillons spéciaux de l'arrière dans chaque régiment actif dans lesquels les officiers et les soldats expérimentés pourraient enseigner l'esprit de la vieille armée aux jeunes. En 1915, il est décoré de l'ordre militaire Saint-Georges martyr et victorieux. Au début de l'année 1916, il est grièvement blessé. Il est soigné à l'infirmerie de l'empereur à Tsarskoe Selo. En 1916 encore il commande la 13e division d'artillerie lourde de campagne (21 mai 1916), et participe à l'offensive Broussilov. Le 1er août 1916, il passe au même rang que celui de général-major et commande la brigade d'artillerie sur le front du Caucase.

### Participation à la guerre civile et à l'émigration
Il entre dans l'Armée des volontaires au début de l'année 1918. En août 1918 il dirige l'artillerie de la première division de cavalerie de Piotr Nikolaïevitch Wrangel. À partir du 3 mars 1919, il est inspecteur d'artillerie du premier corps d'armée. L'été 1919, l'armée des volontaires s'empare de Karkhov, et le commandement demande à Belaïeff de fabriquer des armes pour le front dans l'atelier de Usine de machines à vapeur de Karkhov (ru).
En novembre 1919, le général Alexandre Koutepov est nommé commandant de l'armée des volontaires. Sous son commandement Belaïeff est chargé de l'inspection de l'artillerie et une totale liberté d'action pour tout ce qui concerne les installations dans ce domaine. Le même mois son artillerie couvrait le départ du corps du général Vladimir Maï-Maïevski de Karkhov. Le 25 mars 1920 Belaïeff est évacué de Novorossiïsk (en).
Après avoir séjourné à Gelibolu en Turquie, il part avec ce qu'il subsiste de l'armée des volontaires vers la Bulgarie, puis en 1923 à Buenos Aires, et en 1924 au Paraguay où il donne des cours de fortification à l'école militaire ainsi que des cours de français

### Recherches dans la région de Chako-Boreal

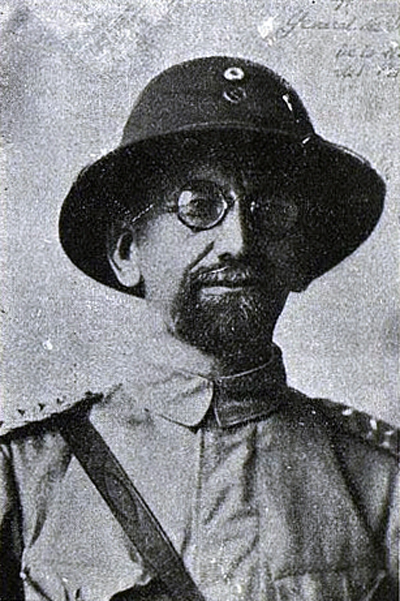
Ivan Belaïeff

En octobre 1924, sur instruction du ministère paraguayen de la défense Belaïeff est envoyé dans la région de Chako-Boréal(entre le Río Paraguay et le Río Pilcomayo) pour étudier cette région encore mal connue et d'y réaliser des travaux topographiques.
L'étude du territoire de Chako de 1925 à 1932 constitue une contribution importante de Belaïeff et de ses compagnons de voyage russes à la géographie et l'ethnographie mondiale. Après avoir réalisé 13 expéditions, Belaïeff a laissé une vaste documentation scientifique aussi bien en matière de géographie que d' ethnographie, de climatologie, de biologie de cette région. Il étudie la vie quotidienne, la culture, les langues et les religions des indiens de la région. Il rédige les premiers dictionnaires des langues locales : espagnol-Maká (langue mataguayo) et espagnol-tchamakoko. Les recherches de Belaïeff ont aidé à la compréhension des structures tribales complexes des populations indiennes du Chako.

### Participation à la guerre du Chako
Dans les sources historiques russes on trouve souvent des informations suivant lesquelles Belaïeff a pris directement part à la guerre du Chaco (1932—1935), en occupant selon ces sources la responsabilité de général-inspecteur d'artillerie, et le poste de chef d'état-major de l'armée du Paraguay, et prenant part personnellement aux batailles. Il est difficile de trouver des sources fiables et sûres à ce propos. Mais il est prouvé que Belaïeff a été conseiller du président du Paraguay, qu'il a participé à des opérations militaires du fait qu'il connaissait bien la région. Il a été nommé général honoris causa en 1932. En 1936 le président provisoire du Paraguay Rafael Franco a donné à Belaïeff le titre de citoyen d'honneur de la république.

### Défense des indiens paraguayens
Ivan Belaïeff a laissé des traces mémorables dans l'histoire de l'hémisphère ouest comme pionnier russe, géographe, ethnographe, anthropologue, linguiste.
Il est un des premiers à avoir décrit la culture et les mœurs des indiens de Chaco Boréal (Chaco en langue guarani signifie terrain de chasse et boreal signifie septentrional. Cette dénomination est utilisée pour désigner une partie du Paraguay dans un territoire qui comprend aussi des parties de l' Argentine et de la Bolivie.
Comme linguiste il a rédigé des dictionnaires espagnol-maka et espagnol-chamakoko, ainsi que des rapports sur la langue du peuple maka, dans laquelle Belaïeff retrouve des racines sanscrites et retrace leur origine jusqu'à une langue indo-européenne commune. Sa théorie se rattache au concept de l'Urheimat (en) appliquée au continent américain et est étayée par des écrits recueillis dans la langue de ces indiens Maka et Chamakoko.
Au point de vue religieux, Balaïeff consacre diverses œuvres aux croyances des Indiens de la région de Chaco. Il y soulève la question de la proximité des croyances des Indiens avec les sujets de l'Ancien Testament, de la profondeur de leurs sentiments religieux et du caractère universel des fondements de la morale chrétienne. Belaïeff développe une approche novatrice en matière d'intégration des Indiens dans la civilisation contemporaine. Il est opposé à toute violence qui mènerait à l'intégration de ceux-ci dans la culture européenne. Par son activité concrète au sein de la colonie-école Bartolomé de las Casas dont il est directeur il défend les principes de l'enrichissement mutuel des cultures du Vieux et du Nouveau Monde, et ceci bien avant que ce concept soit reconnu largement en Amérique latine.
En 1937 Belaïeff quitte l'armée et devient leader de la lutte pour les droits des Indiens du Paraguay. Mais le patronat nationale dans ce domaine dont il assure la direction ne reçoit pas d'argent ni de terres pour fonder des colonies.
En avril 1938 au théâtre national d'Asuncion a lieu la première représentation de l'histoire du théâtre indien en Amérique avec la participation des Indiens de la tribu de Chaco. Puis c'est une troupe composée de 40 personnes que dirige Belaïeff dans une tournée qui les mene à Buenos Aires où la troupe connait un succès retentissant.
Ce n'est qu'en octobre 1943 que Belaïeff obtient finalement le feu vert pour créer la première colonie indienne qui est baptisée Bartolomé de las Casas. L'année suivante Belaïeff est redevenu directeur du patronat national pour les affaires indiennes. C'était la reconnaissance de toutes ses réalisations. Il est nommé administrateur général des colonies indiennes du Paraguay.

### Dernières années de vie
À l'époque de la Seconde Guerre mondiale, le général Belaïeff a soutenu l'URSS dans sa lutte contre le nazisme.
Ivan Belaïeff meurt le 19 janvier 1957 à Asuncion.
Le corps du général Belaïeff a été remis au conseil des anciens d'une tribu indienne pour qu'il soit enterré sur leur territoire dans un sarcophage spécial créée pour l'occasion. Il a été enterré avec les honneurs dus à un général, citoyen d'honneur du Paraguay et administrateur honoraire de colonies indiennes.

## Nominations
- Ordre de Saint-Stanislas (3e degré, 1903)
- Ordre de Saint-Anne (3e degré, 1906)
- Ordre de Saint-Georges (4e degré, 30 décembre 1915)

## Travaux scientifiques et publications
- Belaïeff Ivan, Записки русского изгнанника
- Belaïeff Ivan, « В лазарете Её Величества » // Дворянское собрание № 8, 1998
- Belaïeff Ivan, По Хевсурии. (Отрывок из путешествия) // Исторический вестник, № 12. 1900
- Belaïeff Ivan, На земле хевсуров (о самобытном горном народе, живущем в бассейне р. Арагви)